# Трумэн, Ральф
Ральф дю Вержье Трумэн (англ. Ralph du Vergier Truman; 7 мая 1900, Лондон — 15 октября 1977, Ипсуич) — британский  актёр, сыгравший за карьеру более 70 ролей в фильмах и сериалах.

## Биография
Родился 7 мая 1900 года в Лондоне; получил образование в Королевском колледже музыки. Затем в течение нескольких лет работал на радио, как ведущий и как участник передач.
За более чем 40-летнюю карьеру, сыграл более 70 ролей в кинематографе, как в главных, второстепенных или эпизодических. Среди из наиболее известных его ролей были: Ричард Дрекселл («Идеальный недостаток»), Куссела («Святой в Лондоне»), Монкс  («Оливер Твист»), Джордж Мэрри («Остров сокровищ»), Тигеллин («Камо грядеши»), инспектор Бьюкенен («Человек, который слишком много знал»), король Фердинанд I («Эль Сид») и Михаил Родзянко («Николай и Александра»).
Скончался 15 октября 1977 года в Ипсуиче на 78-м году жизни.